# Pont de Molins
Pont de Molins település Spanyolországban, Girona tartományban. Pont de Molins Biure, Masarac, Cabanes, Llers és Boadella i les Escaules községekkel határos. Lakosainak száma 576 fő (2024).

## Népesség
A település népessége az elmúlt években az alábbi módon változott:
| Lakosok száma | 589  | 528  | 662  | 405  | 260  | 450  | 498  | 529  | 529  | 576  |
|               | 1857 | 1910 | 1945 | 1965 | 1991 | 2005 | 2010 | 2014 | 2019 | 2024 |